# Język kwakiutl
Język kwakiutl − język Indian kanadyjskich szczepu Kwakiutl. Należy on do rodziny wakaskiej. Według danych z 2014 r. posługuje się nim 170 osób w Kanadzie (we wszystkich krajach ma 350 użytkowników, a dodatkowo 500 osób ma pewną ograniczoną znajomość języka).
Wypierany przez język angielski, który jest przyswajany jako pierwszy język. Kwakiutl jest poważnie zagrożony wymarciem. Jego użycie ogranicza się do osób w podeszłym wieku. 